# 美國司法部副部長
，是美國司法部的第二把手，负责掌管司法部的日常公务。在美国司法部长空缺时，部長職權由副部长署理。現任美國司法部副部長為Lisa Monaco。